# Pericope del Buon Pastore

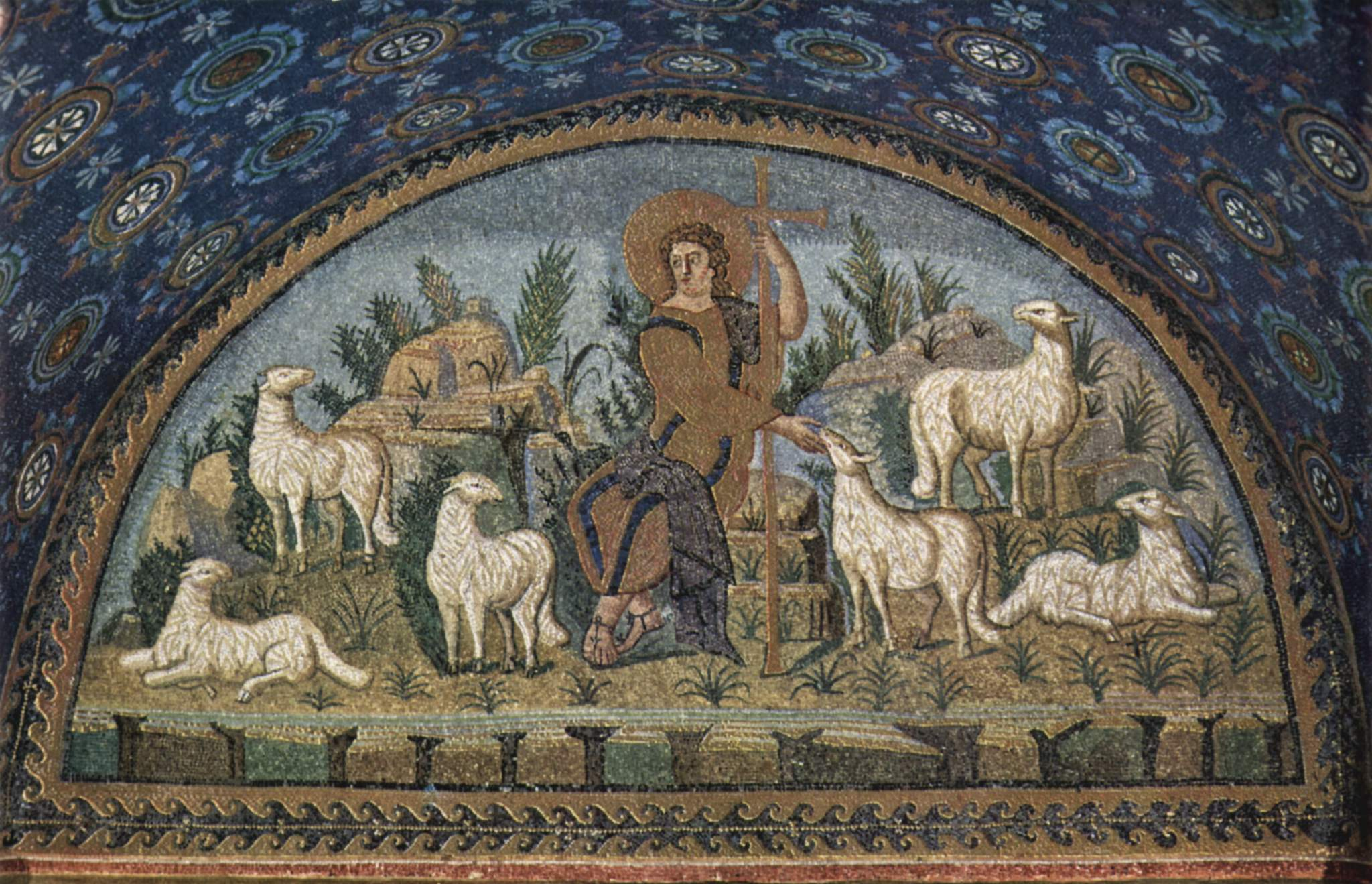
Gesù: il buon pastore. Celebre opera musiva del Mausoleo di Galla Placidia, a Ravenna.

La pericope del buon Pastore si trova nel Vangelo secondo Giovanni: 10,1-21. In essa Gesù stesso si descrive come il pastore che dona la vita per le sue pecore.
Questo brano, tipico del Vangelo di Giovanni, ha dei richiami negli altri vangeli, soprattutto nella Parabola della pecora smarrita (Mt 18,12-14 e Lc 15,1-7).
Soprattutto a partire da questo brano molto sovente Gesù viene chiamato: Buon Pastore.

## Anticipazioni nell'Antico Testamento
Nell'Antico Testamento Dio stesso viene chiamato Pastore. In particolare il salmo 23 ci presenta la descrizione di Dio come buon pastore.
Nel Libro di Ezechiele, al capitolo 34, il profeta riferisce l'ammonimento del Signore ai pastori di Israele, perché "pascono se stessi" (v. 2) e quindi "le pecore si sono disperse e son preda di tutte le bestie selvatiche: sono sbandate" (v. 5). A causa di egocentrismo e incuria del bene affidatogli da Dio (vv. 3 e 10), "crudeltà e violenza" nei confronti delle pecore smarrite (v. 4), il Signore è vera e viva presenza (v. 8) "contro [tali] pastori" (v. 10), per giudicarli e per porre se stesso alla guida del gregge:
(Libro di Ezechiele, capitolo 34, vv. 10-13.)

## Testo della pericope

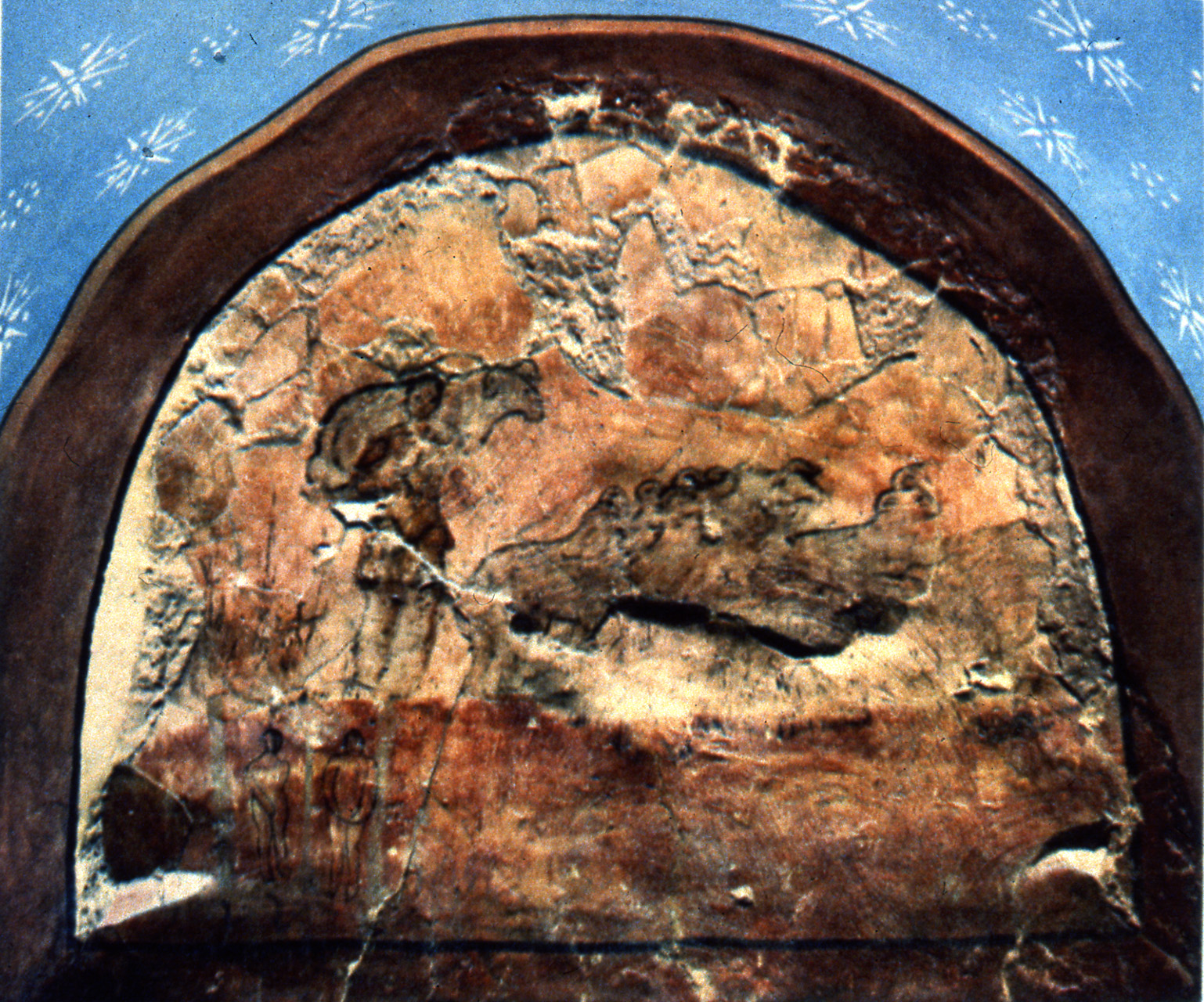
Il buon pastore negli affreschi paleocristiani di Dura Europos, in Siria, è stato datato 235 d.C.

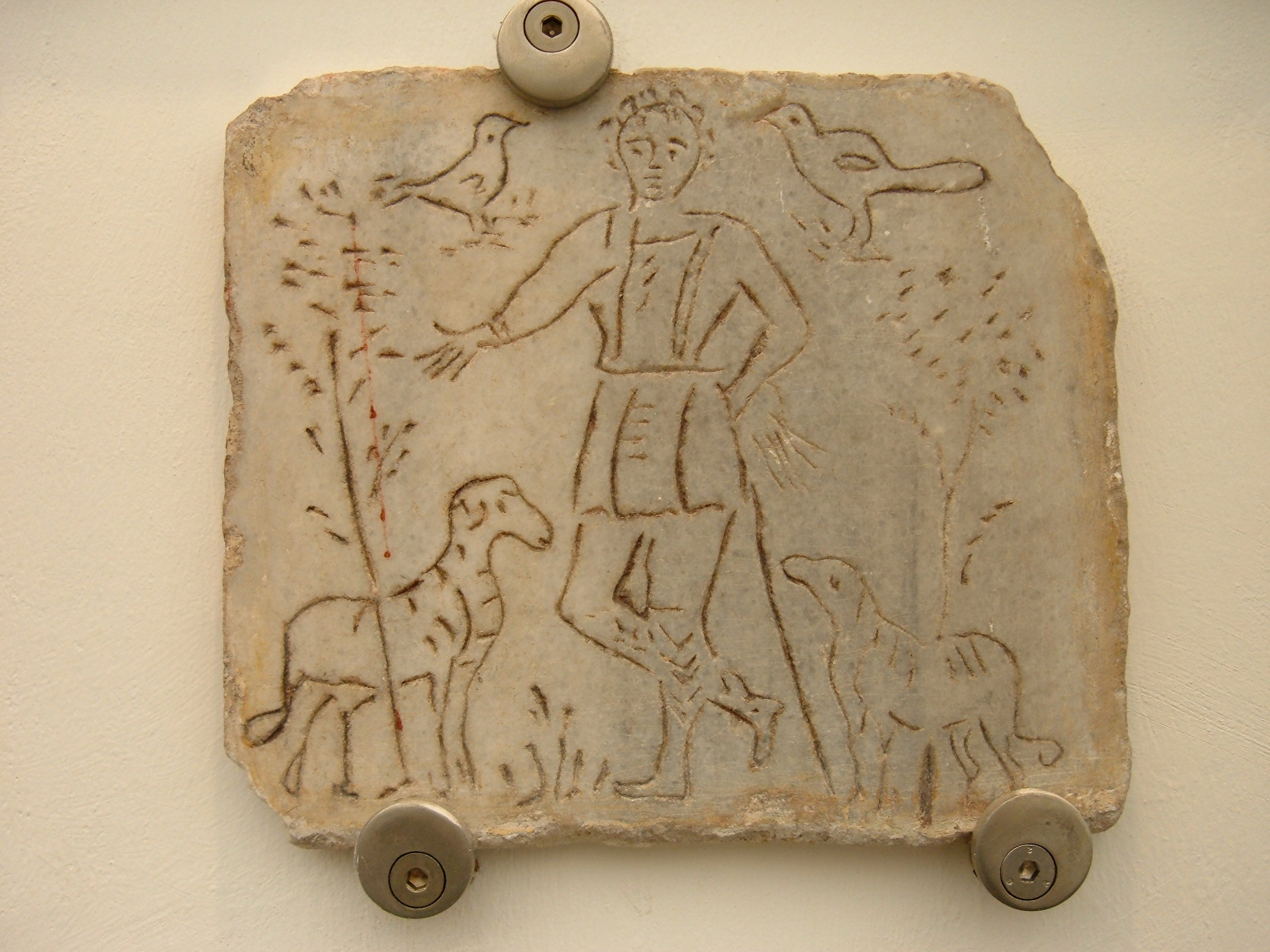
Il Buon Pastore. Museo delle Terme di Diocleziano, a Roma.

Il brano del Vangelo di Giovanni esprime questi temi principali:
- Dio buon pastore si differenzia da un estraneo perché:
  - è pronto a dare la propria vita per le pecore: nella pericope questo risvolto è ricorsivamente enfatizzato.
  - entra per la porta del recinto delle pecore; l'estraneo vi sale da un'altra parte come un ladro o un brigante.
  - il guardiano gli apre e le pecore ascoltano la sua voce.
  - chiama le pecore una per una e le conduce fuori camminando alla loro testa.
  - le pecore non seguono l'estraneo, ma fuggono via da lui e non conoscono la sua voce.
- Gesù è la porta delle pecore e chi passa attraverso di lui sarà salvo.
- il ladro invece viene per rubare, uccidere e distruggere.
- il mercenario quando vede venire il lupo abbandona le pecore perché non gli importa di esse.

La parte centrale del brano può essere riassunta nella frase: 
Altra traduzione più letterale e "appropriata", diffusa nei dipinti di varie chiese e monumenti, "celebrativi" del lieto evento: «Gesù (de)pone/(es)pone la vita per le sue pecore».

Il testo greco della novella, infatti, riporta la preposizione hyper, che letteralmente significa "sopra".

## Parabola o similitudine?
Commentatori come Tinto, Barbara Reid, Arland Hultgren e Donald Griggs arguiscono che non esistono parabole nel Vangelo secondo Giovanni. Di parere concorde sono anche le voci tematiche della Catholic Encyclopedia:, e dell'Enciclopedia Britannica (relativamente al Vangelo secondo Giovanni:).
La narrazione inizia con la formula "In verità, in verità vi dico" rivolta alla folla di Giudei, frequente in altre parabole, che rivelano un contenuto che si vuole compreso solamente dai meritevoli (Mt 13:13), ovvero anticipano ciò che sarà pienamente comprensibile soltanto dopo la morte e resurrezione del Liberatore e Salvatore del genere umano.
La Parola si conclude con la profezia della Resurrezione a opera di Dio stesso, e la Rivelazione del Messia ("Questo comando ho ricevuto dal Padre mio"):
( La Parabola del Buon Pastore, su maranatha.it. URL consultato il 23 settembre 2018 (archiviato il 18 agosto 2001).)
.
Il gregge non vede il Suo volto, ma solamente le sue spalle, camminando «nella fede e non ancora in visione» (2 Cor 5, 7).

## Nell'Antico Testamento
Il primo riferimento alla figura del buon pastore è presente in Genesi 4.2 riguardo ad Abele "pastore di greggi", che rende un costante sacrificio a Dio tramite gli agnelli selezionati al suo interno. Con il titolo di "pastore" l'Antico Testamento indica l'amore di Dio per il popolo di Israele guidato lungo il deserto fino alla Terra Promessa (Salmo 23). Lo stesso Mosè «pascolava il gregge di Ietro, suo suocero» (Esodo 3:1), prima di estendere la sua custodia e sorveglianza ad Israele schiavo di Egitto, in qualità di suo pastore.
Dio nell'Antico Testamento e Gesù Cristo nei Vangeli sono contrapposti ai cattivi pastori - i re e i capi del popolo -, che non si curano del gregge e lasciando in uno stato di abbandono e di sofferenza il bene che Dio ha affidato loro (Ezechiele 34:13-16 e Ez 37, Geremia 23:1-6, Zaccaria 11:4-17)..

Analogamente, Giovanni apostolo ed evangelista contrappone a Gesù buon pastore, il mercenario, il lupo e chiunque non ha attenzione per le pecore che il Padre gli ha affidato (Gv 10:10-13).

## Riferimenti extrabiblici
Nell'Esorcismo contro Satana e gli angeli apostati è meglio chiarito il ruolo del pastore rispetto al gregge: disperso o ucciso il pastore, il gregge difficilmente può evitarsi da solo un destino simile, motivo per cui il pastore esercita una signoria sul creato a lui affidato, la cui vita terrena o salvezza eterna dipende in primo luogo dalla sua esistenza e buona opera.

## Nell'arte

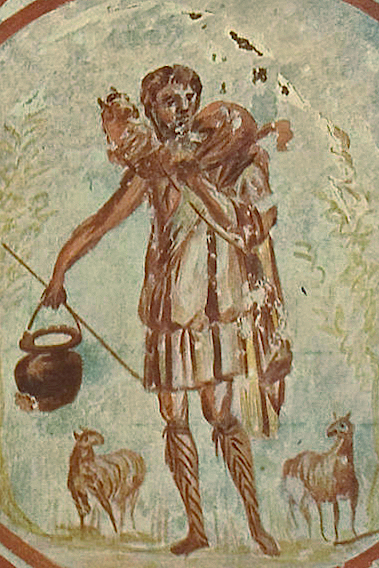
Affresco del Buon Pastore, nelle Catacombe di San Callisto a Roma.

Fino all'inizio del IV secolo l'unica immagine di Gesù autorizzata era una rappresentazione allegorica del Buon Pastore, portante sulle spalle una pecorella smarrita. In particolare, questa immagine, è rilevabile nelle pitture che si trovano nelle catacombe e nell'arte paleocristiana.
La figura s'ispira a rappresentazioni precedenti, come il Moschophoros, del 570 a.C. circa, o l'Ermes con la pecora sulle spalle, opera greca classicista del I secolo a.C.

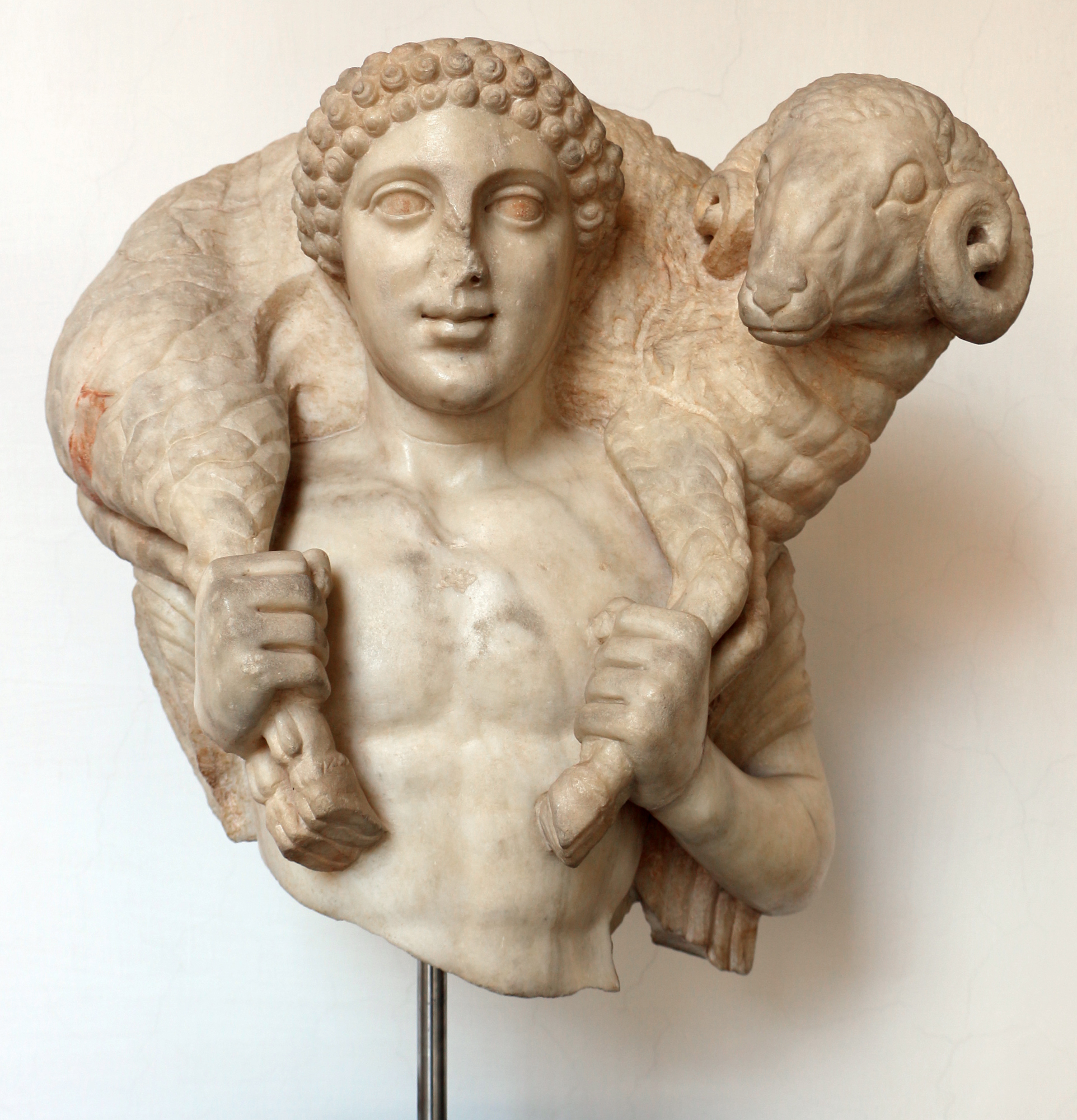

## Liturgia

### Domenica del Buon Pastore
La Dominica quarta Paschae, secondo la dizione del Novus odo Missae (tradizionalmente Dominica III post Pascha del Vetus odo Missae) e la Dominica II post Pascha del Vetus ordo Missae (corrispondente alla Dominica tertia Paschae del Novus ordo) è, come Gueranger sottolineava, popolarmente nota come Domenica del Buon Pastore. Questo appellativo di domenica del Buon Pastore deriva proprio dalla pericope evangelica che vi si legge.
Con l'ultima riforma liturgica, infatti, assistiamo ad uno spostamento di introito e letture che slittano in avanti di una domenica. Secondo l'anno liturgico "riformato" allora, la domenica che segue la Dominica in Albis può essere chiamata Dominica Jubilate dall'incipit dell'introito di questa celebrazione (Jubilate Deo) che, precedentemente, era Misericordia Domini. Secondo il Vetus ordo Missae, invece, la Dominica Jubilate si celebra due Domeniche dopo la Dominica in Albis.

### Musica sacra legata alla pericope del Buon Pastore

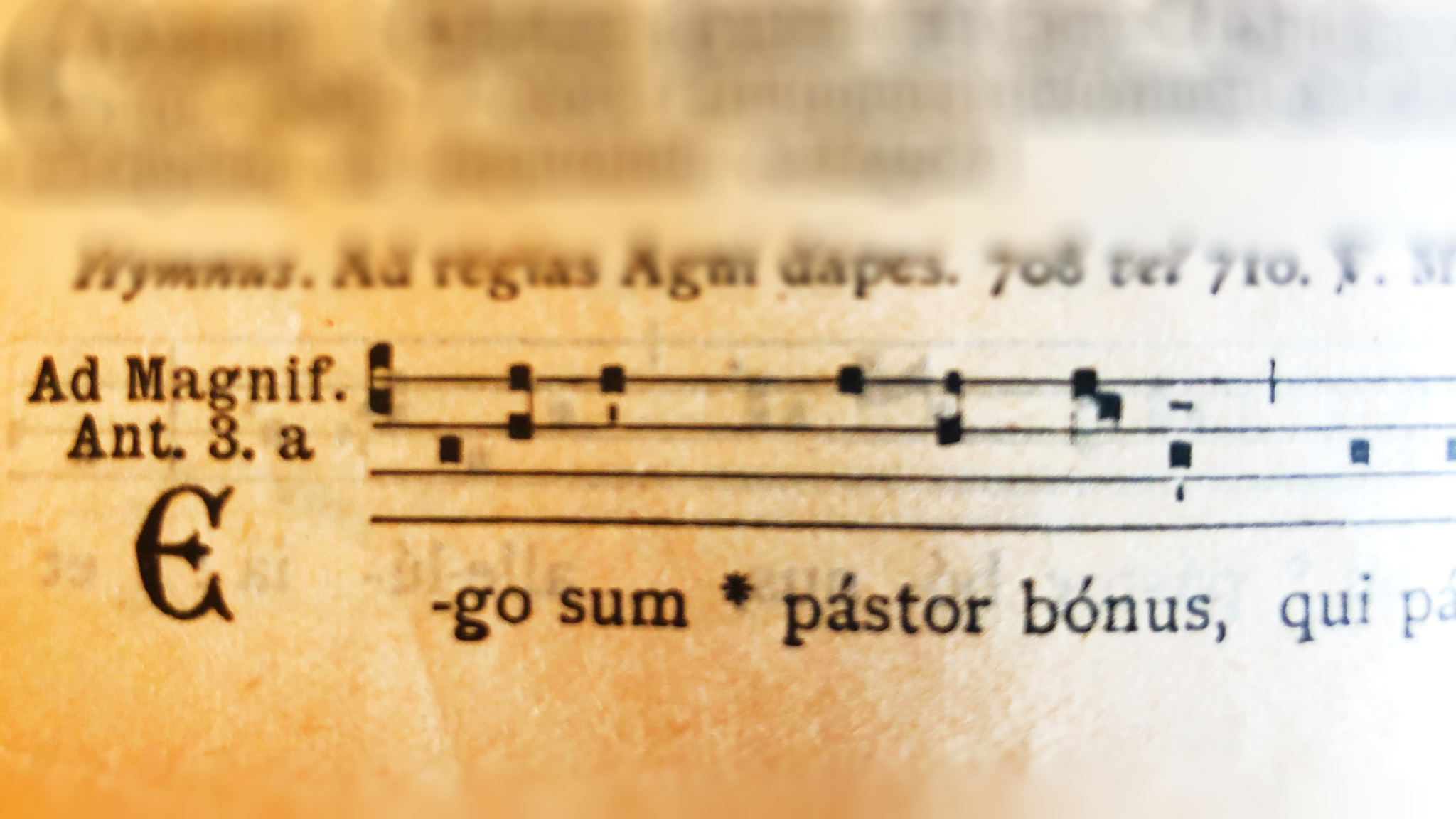

#### Monodia
La Domenica del Buon Pastore, dai suoi primi Vespri, ha visto un ricorrere di brani gregoriani ispirati a questa pericope evangelica. Eccone alcuni:
- Antifona: Ego sum pastor bonus qui pasco oves meas et pro ovibus meis pono animam meam alleluia (CI 002597).
- Antifona: Ego sum pastor ovium ego sum via et veritas ego sum pastor bonus et cognosco meas et cognoscunt me meae alleluia alleluia (CI 002598).
- Responsorio: Ego sum pastor bonus alleluia (...) (CI 600741).
- Alleluia: Alleluia Ego sum pastor bonus et cognosco oves meas et cognoscunt meae (CI  g01055).
- Alleluia: Alleluia Ego sum pastor bonus qui pasco oves meas (CI g02081).
- Communio: Ego sum pastor bonus alleluia et cognosco oves meas et cognoscunt me meae alleluia alleluia (CI g01057).

## Famiglie religiose intitolate al Buon Pastore
Nel corso della storia all’interno della Chiesa Cattolica sono sorte diverse congregazioni poste sotto il patrocinio del Buon Pastore:
- Figlie di Maria Santissima Madre della Divina Provvidenza e del Buon Pastore, fondate a Cagliari nel 1925 dal venerabile mons. Virgilio Angioni;
- Suore di Nostra Signora della Carità del Buon Pastore, fondate nel 1835 da Santa Maria di Sant’Eufrasia;
- Suore di Gesù Buon Pastore, fondate dal beato Giacomo Alberione nel 1938;
- Istituto delle Suore del Buon Pastore di Crema, fondato a Torino nel 1833, dalla marchesa Giulia Colbert Falletti di Barolo;
- Ancelle Francescane del Buon Pastore.